# Jean-Marie Villot
Jean-Marie Villot (Saint-Amant-Tallende, 11 ottobre 1905 – Città del Vaticano, 9 marzo 1979) è stato un cardinale e arcivescovo cattolico francese, cardinale segretario di Stato Vaticano, e a partire dal 1970, anche camerlengo di Santa Romana Chiesa.

## Biografia
Villot nacque a Saint-Amant-Tallende, Francia, nel 1905 da Joseph Villot e Marie Laville. Fu ordinato sacerdote nel 1930 dall'arcivescovo di Parigi Alfred-Henri-Marie Baudrillart e nel 1950 divenne segretario generale dell'episcopato francese per poi essere consacrato, nel 1954 dal cardinale Maurice Feltin, vescovo ausiliare di Parigi.
Nel 1959 venne nominato arcivescovo coadiutore con diritto di successione di Lione, allora retta dal cardinale Pierre-Marie Gerlier. Partecipò al Concilio Vaticano II nelle funzioni di sottosegretario.
Succedette come arcivescovo di Lione alla morte di Gerlier, il 17 gennaio 1965; un mese dopo fu creato cardinale da papa Paolo VI, nel concistoro del 22 febbraio, con il titolo di cardinale presbitero della Santissima Trinità al Monte Pincio. In seguito, nel 1974, divenne cardinale vescovo di Frascati.
Papa Paolo VI, il quale aveva una particolare predilezione per il mondo francofono, come testimoniato ad esempio dagli intensi rapporti di papa Montini con i filosofi Jean Guitton e Jacques Maritain, nell'aprile 1967 lo nominò prefetto della Congregazione per il clero. Da allora il suo ruolo nella Curia Romana non fece che accrescersi, specialmente con la nomina nel maggio 1969 a Cardinal Segretario di Stato e l'anno successivo a camerlengo di Santa Romana Chiesa. In tale veste egli partecipò ai due conclavi del 1978.

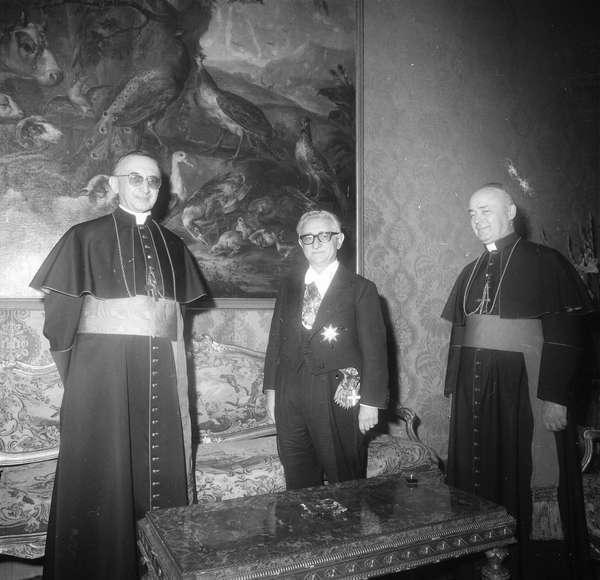
Il cardinale Villot insieme a Giovanni Leone sul Quirinale nel 1972

Nel luglio del 1971 fu posto a capo del neocostituito Pontificio consiglio "Cor Unum". Lasciò tale incarico solo nel 1978 con il nuovo papa Giovanni Paolo I.
Villot rimase Cardinal Segretario di Stato fino alla morte avvenuta per una polmonite in Vaticano il 9 marzo 1979, a meno di un anno dal decesso di papa Paolo VI; era infatti stato riconfermato nella carica da entrambi i successori di papa Montini: Giovanni Paolo I e Giovanni Paolo II.
Il suo corpo riposa nella chiesa della Trinità dei Monti a Roma.

## Genealogia episcopale e successione apostolica
La genealogia episcopale è:
- Cardinale Scipione Rebiba
- Cardinale Giulio Antonio Santori
- Cardinale Girolamo Bernerio, O.P.
- Arcivescovo Galeazzo Sanvitale
- Cardinale Ludovico Ludovisi
- Cardinale Luigi Caetani
- Cardinale Ulderico Carpegna

Lo stemma del cardinale durante le sedi vacanti del 1978.

- Cardinale Paluzzo Paluzzi Altieri degli Albertoni
- Papa Benedetto XIII
- Papa Benedetto XIV
- Papa Clemente XIII
- Cardinale Giovanni Francesco Albani
- Cardinale Carlo Rezzonico
- Cardinale Antonio Dugnani
- Arcivescovo Jean-Charles de Coucy
- Cardinale Gustave-Maximilien-Juste de Croÿ-Solre
- Vescovo Charles de Forbin-Janson
- Cardinale François-Auguste-Ferdinand Donnet
- Vescovo Charles-Emile Freppel
- Cardinale Louis-Henri-Joseph Luçon
- Cardinale Charles-Henri-Joseph Binet
- Cardinale Maurice Feltin
- Cardinale Jean-Marie Villot

La successione apostolica è:
- Vescovo Gabriel-Marie-Joseph Matagrin (1965)
- Arcivescovo Joseph Mees (1969)
- Arcivescovo Josip Žabkar (1969)
- Arcivescovo Ernesto Gallina (1969)
- Arcivescovo Ubaldo Calabresi (1969)
- Arcivescovo Achille Marie Joseph Glorieux (1969)
- Arcivescovo Luciano Storero (1970)
- Arcivescovo Mario Tagliaferri (1970)
- Cardinale Edward Idris Cassidy (1970)
- Arcivescovo Franco Brambilla (1971)
- Arcivescovo Carlo Curis (1971)
- Arcivescovo Edoardo Rovida (1971)
- Arcivescovo Luigi Dossena (1973)
- Arcivescovo Vincenzo Maria Farano (1973)
- Arcivescovo Giovanni De Andrea (1975)
- Arcivescovo Lajos Kada (1975)
- Arcivescovo Luigi Conti (1975)
- Arcivescovo Oriano Quilici (1975)
- Cardinale Eduardo Martínez Somalo (1975)
- Cardinale Agostino Cacciavillan (1976)
- Arcivescovo Giuseppe Ferraioli (1976)
- Cardinale Sergio Sebastiani (1976)
- Cardinale Andrea Cordero Lanza di Montezemolo (1977)
- Arcivescovo Blasco Francisco Collaço (1977)
- Cardinale Giovanni Cheli (1978)
- Arcivescovo Giorgio Zur (1979)